# Povilas Višinskis

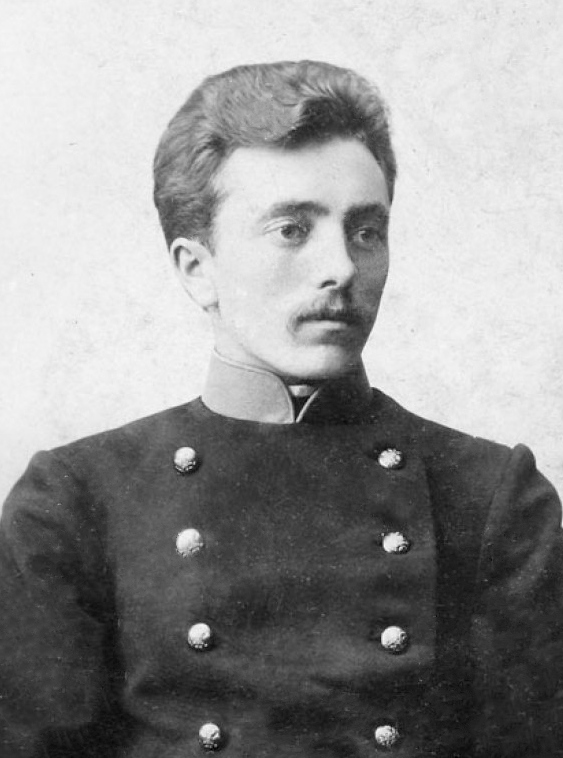
Povilas Višinskis in 1898

Povilas Višinskis (Ušnėnai, 28 juni 1875 - Berlijn, 23 april 1906) was een Litouws schrijver, journalist, toneelregisseur en politicus. Hij schreef onder meer onder de pseudoniemen A. – s, Blinda, P – V, P. A., Apaštalas en P. Šiaulietis.
Višinskis was een van de oprichters van de Democratische Partij van Litouwen (Lietuvių demokratų partija). Hij schreef in verscheidene Litouwse publicaties en gold als mentor van literair talent in Litouwen. In 1899 regisseerde Višinskis het eerste toneelstuk in de Litouwse taal: Amerika pirtyje (Amerika in een badhuis).
Toen affiches voor een volgend stuk door de politie in beslag werden genomen, omdat ze in Latijns schrift waren gesteld (daarmee een verbod van het Keizerrijk Rusland overtredend), vroeg en kreeg hij in 1903 een milde behandeling van het Hooggerechtshof in Beroepszaken. Mede door die jurisprudentie kwam het Russische verbod in 1904 tot een einde. 
- Bibliothèque nationale de France: cb128688842 (data)
- Gemeinsame Normdatei: 121687821
- International Standard Name Identifier: 0000 0000 4548 4433
- Library of Congress Control Number: nr00019735
- Virtual International Authority File: 13170630
- WorldCat: E39PBJjdcTwXkk8qXDQ7ymxkXd